# Banfanu
Banfanu is een bestuurslaag in het regentschap Timor Tengah Utara van de provincie Oost-Nusa Tenggara, Indonesië. Banfanu telt 1215 inwoners (volkstelling 2010).